# Лаза Телечки
Лазар Лаза Телечки (Кумане, 1841 — 1873) био је српски позоришни глумац и редитељ. Био је истакнути члан Српског народног позоришта у Новом Саду.

## Биографија

### Порекло и породица
Потицао је из сиромашне породице. Отац му је рано преминуо и мајка се сама бринула о њему и петоро браће и сестара.
Био је ожењен Аном. Њихова ћерка је Даница Бандић (1871—1950).

### Образовање
Телечки се школовао са одличним успехом и 1852. године примљен је у Карловачку гимназију. Школовање је наставио у Винковцима, а у Будиму је завршио приправну школу за техничке студије. После тога, Лаза Телечки одлази у Праг, где уписује студије технике, али због недостатка средстава морао је да напусти школу.
После студија долази у Нови Сад, где добија посао као писар у адвокатској канцеларији Светозара Милетића (1861—1862).

### Глума
Када је основано позориште у Новом Саду, 1861. године, Телечки постаје глумац.
Играо је углавном улоге из домаћег репертоара и у првом периоду његова активност била је повремена. За време своје кратке каријере глумио је и у Београду и Загребу заједно са великанима глумишта, као што су: Димитрије Ружић, Драгиња Ружић, Миша Димитријевић, Илија Станојевић, Драга Спасић, Милка Гргурова и Пера Добриновић.

### Културни допринос
Пренео је и прилагодио нашим приликама око двадесет страних драма. Написао је и драму Последња деспотица смедеревска.

### Одавање почасти
- Данас се у његовом родном месту одржавају „Дани Лазе Телечког“, у спомен на великана српског глумишта.
- У многим местима постоје улице које носе његово име, а најпознатија је новосадска или такозвана „Улица забаве", која представља центар градских збивања.[1]